# Fathi Muhammad Abd ar-Rahman Ali
Fathi Muhammad Abd ar-Rahman Ali (arab. فتحي محمد عبدالرحمن عبدالرحمن; ur. 13 marca 1999) – egipski zapaśnik walczący w stylu klasycznym. Brązowy medalista mistrzostw Afryki w 2018. Mistrz Afryki juniorów w 2018 i kadetów w 2015 i 2016 roku.